# Blepharoneura
Blepharoneura es un género de insecto de la familia Tephritidae del orden Diptera.

## Especies
- Blepharoneura amazonensis Lima & Leite, 1952
- Blepharoneura amplihyalina Norrbom & Condon, 2010
- Blepharoneura apaapa Norrbom & Condon, 2010
- Blepharoneura aspiculosa Norrbom & Condon, 2010
- Blepharoneura atomaria (Fabricius, 1805)[2]
- Blepharoneura bidigitata Norrbom & Condon, 2010
- Blepharoneura bipunctata Norrbom & Condon, 2010
- Blepharoneura biseriata Wulp, 1899[1]
- Blepharoneura bivittata Norrbom & Condon, 2010
- Blepharoneura brevivittata Norrbom & Condon, 2010
- Blepharoneura chaconi Norrbom & Condon, 2010
- Blepharoneura cornelli Norrbom & Condon, 2010
- Blepharoneura cyclantherae Norrbom & Condon, 2010
- Blepharoneura diva Giglio-Tos, 1893[1]
- Blepharoneura femoralis Wulp, 1899[1]
- Blepharoneura fernandezi Norrbom & Condon, 2010
- Blepharoneura furcifer Hendel, 1914[1]
- Blepharoneura hirsuta Bates, 1933[1]
- Blepharoneura hyalinella Norrbom & Condon, 2010
- Blepharoneura impunctata Hendel, 1914[1]
- Blepharoneura io Giglio-Tos, 1893[1]
- Blepharoneura isolata Norrbom & Condon, 2010
- Blepharoneura longicauda Hendel, 1914[1]
- Blepharoneura lutea Norrbom & Condon, 2010
- Blepharoneura macwilliamsae Norrbom & Condon, 2010
- Blepharoneura manchesteri Condon & Norrbom, 1994[1]
- Blepharoneura marshalli Norrbom & Condon, 2010
- Blepharoneura mexicana Norrbom & Condon, 2010
- Blepharoneura mikenoltei Norrbom & Condon, 2010
- Blepharoneura multipunctata Norrbom & Condon, 2010
- Blepharoneura nigriapex Norrbom & Condon, 2010
- Blepharoneura nigrifemur Norrbom & Condon, 2010
- Blepharoneura nigripilosa Hering, 1935[1]
- Blepharoneura osmundsonae Norrbom & Condon, 2010
- Blepharoneura parva Hendel, 1914[1]
- Blepharoneura perkinsi Condon & Norrbom, 1994[1]
- Blepharoneura poecilogastra (Loew, 1873)[2]
- Blepharoneura poecilosoma (Schiner, 1868)[2]
- Blepharoneura pulchella (Wulp, 1899)
- Blepharoneura punctistigma Norrbom & Condon, 2010
- Blepharoneura quadristriata Wulp, 1899[1]
- Blepharoneura quetzali Norrbom & Condon, 2010
- Blepharoneura regina Giglio-Tos, 1893[1]
- Blepharoneura ruptafascia Norrbom & Condon, 2010
- Blepharoneura rupta (Wulp, 1899)[2]
- Blepharoneura septemdigitata Norrbom & Condon, 2010
- Blepharoneura sinepuncta Norrbom & Condon, 2010
- Blepharoneura splendida Giglio-Tos, 1893[1]
- Blepharoneura tau Norrbom & Condon, 2010
- Blepharoneura thetis Hendel, 1914[1]
- Blepharoneura unifasciata Norrbom & Condon, 2010
- Blepharoneura variabilis Norrbom & Condon, 2010
- Blepharoneura wasbaueri Norrbom & Condon, 2010
- Blepharoneura zumbadoi Norrbom & Condon, 2010